# Lekkoatletyka na Letnich Igrzyskach Olimpijskich 1912 – maraton
Bieg maratoński mężczyzn był jedną z konkurencji lekkoatletycznych rozgrywanych podczas V Igrzysk Olimpijskich w Sztokholmie. Bieg rozegrany został 14 lipca 1912 roku. Mistrzem olimpijskim w tej konkurencji został Południowoafrykańczyk Kenneth McArthur. Trasa maratonu liczyła 40,2 km.
Maraton na Igrzyskach w Sztokholmie był pierwszym w historii igrzysk przeprowadzonym na trasie „w jedną stronę i z powrotem”. Biegacze wystartowali na stadionie, po wyjściu z niego kierowali się na północ do miasta Sollentuna, gdzie okrążali kościół i wracali tą samą trasą na stadion. W dniu zawodów było bardzo gorąco, co wpłynęło na wyniki maratonu olimpijskiego. Niektóre źródła podawały temperaturę 32 °C w cieniu.
Większość z najlepszych biegaczy długodystansowych pojawiło się w Sztokholmie. Stany Zjednoczone reprezentowała maksymalna liczba dwunastu zawodników, w tym: zwycięzcy Maratonu Bostońskiego z 1911 i 1912 roku, Clarence DeMar i Mike Ryan; dwóch biegaczy pochodzenia rdzennie amerykańskiego, Lewis Tewanima z plemienia Hopi i Andrew Sockalexis z plemienia Penobscot; oraz Joe Forshaw, brązowy medalista olimpijski w maratonie z Londynu. Brytyjczycy wysłali do Szwecji ośmiu maratończyków, w tym Harry’ego Barretta zwycięzcę Polytechnic race z 1909 roku.
Dwóch najlepszych zawodników Polytechnic race z 1912 roku nie było Brytyjczykami, lecz i oni pojawili się w Sztokholmie. Byli to Kanadyjczyk James Corkery, zwycięzca wyścigu i Christopher Gitsham, reprezentant Związku Południowej Afryki i drugi zawodnik w biegu. Związek reprezentował także Kenneth McArthur, który był rozpoznawalnym zawodnikiem poza granicami ZPA. W latach 1909–1911 wygrał on trzy biegi maratońskie w kraju, a przed Igrzyskami w Sztokholmie nigdy nie został na tym dystansie pokonany.
Z początku w biegu prowadził fiński zawodnik Tatu Kolehmainen. W połowie dystansu, w miejscowości Sollentuna, Gitsham był już na prowadzeniu z czasem 1-12:40,0. Kolejnymi zawodnikami byli Kolehmainen i McArthur i, nieco później, grupa pięciu zawodników: Fred Lord z Wielkiej Brytanii, Carlo Speroniz Włoch, Alexis Ahlgren i Sigfrid Jacobsson ze Szwecji oraz Kanadyjczyk James Corkery.
Na 25 kilometrze Kolehmainen dogonił Gitshama i biegli razem przez dziesięć kilometrów. Kiedy Fin zszedł z trasy na 35 kilometrze, drugi z Południowoafrykańczyków, McArthur, dołączył do swojego rodaka. Niedaleko wzgórza, na kilka kilometrów przed Stadionem, McArthur wysunął się na prowadzenie. Wbiegł na Stadion ze zdecydowaną przewagą. Gitsham zdobył drugie miejsce, zaś Amerykanin Gaston Strobino trzecie.
Bieg maratoński był także miejscem pierwszego przypadku śmierci zawodnika podczas igrzysk olimpijskich. Portugalski biegacz Francisco Lázaro, z powodu wysokiej temperatury i zmęczenia, zemdlał na trasie biegu. Został on przewieziony do Seraphin Hospital, gdzie w śpiączce zmarł następnego dnia o szóstej dwadzieścia rano.

## Rekordy
| Rekord świata     | Thure Johansson (SWE) | 2-40:35,0 | Sztokholm, Szwecja      | 31.08.1909 |
| Rekord olimpijski | Johnny Hayes (USA)    | 2-55:18,4 | Londyn, Wielka Brytania | 24.07.1908 |

## Wyniki

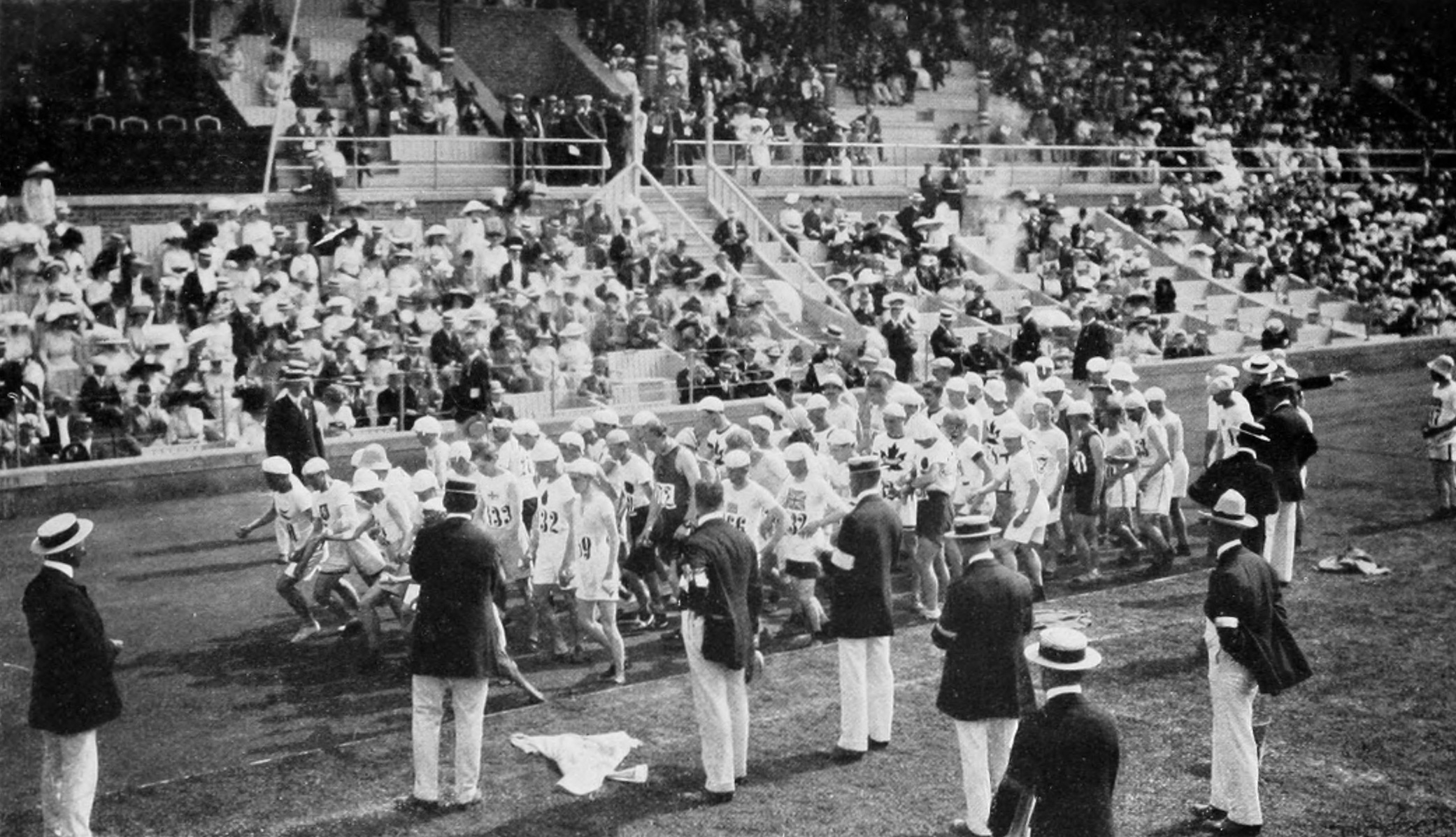
Start

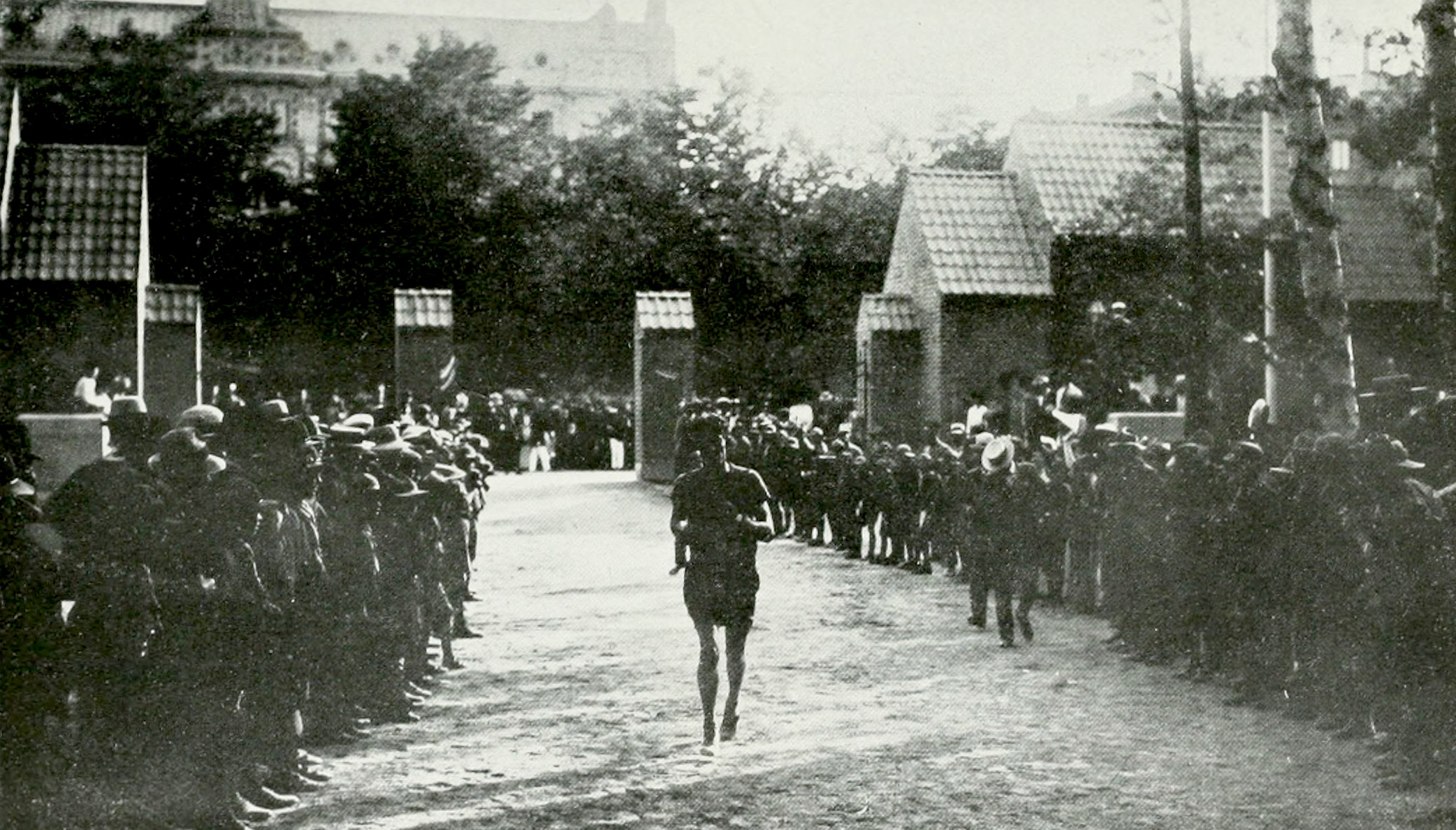
Kenneth McArthur wbiega na stadion.

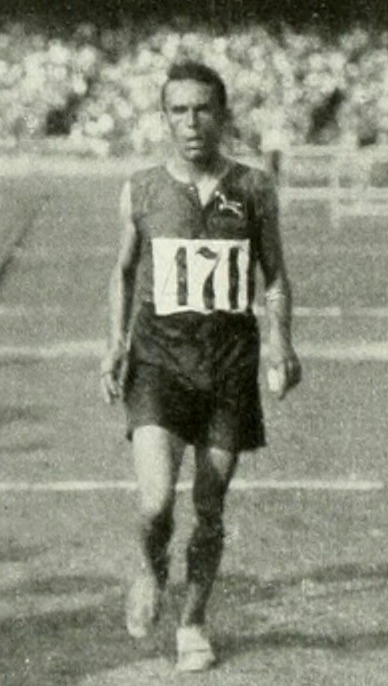
Christopher Gitsham - wicemistrz olimpijski.

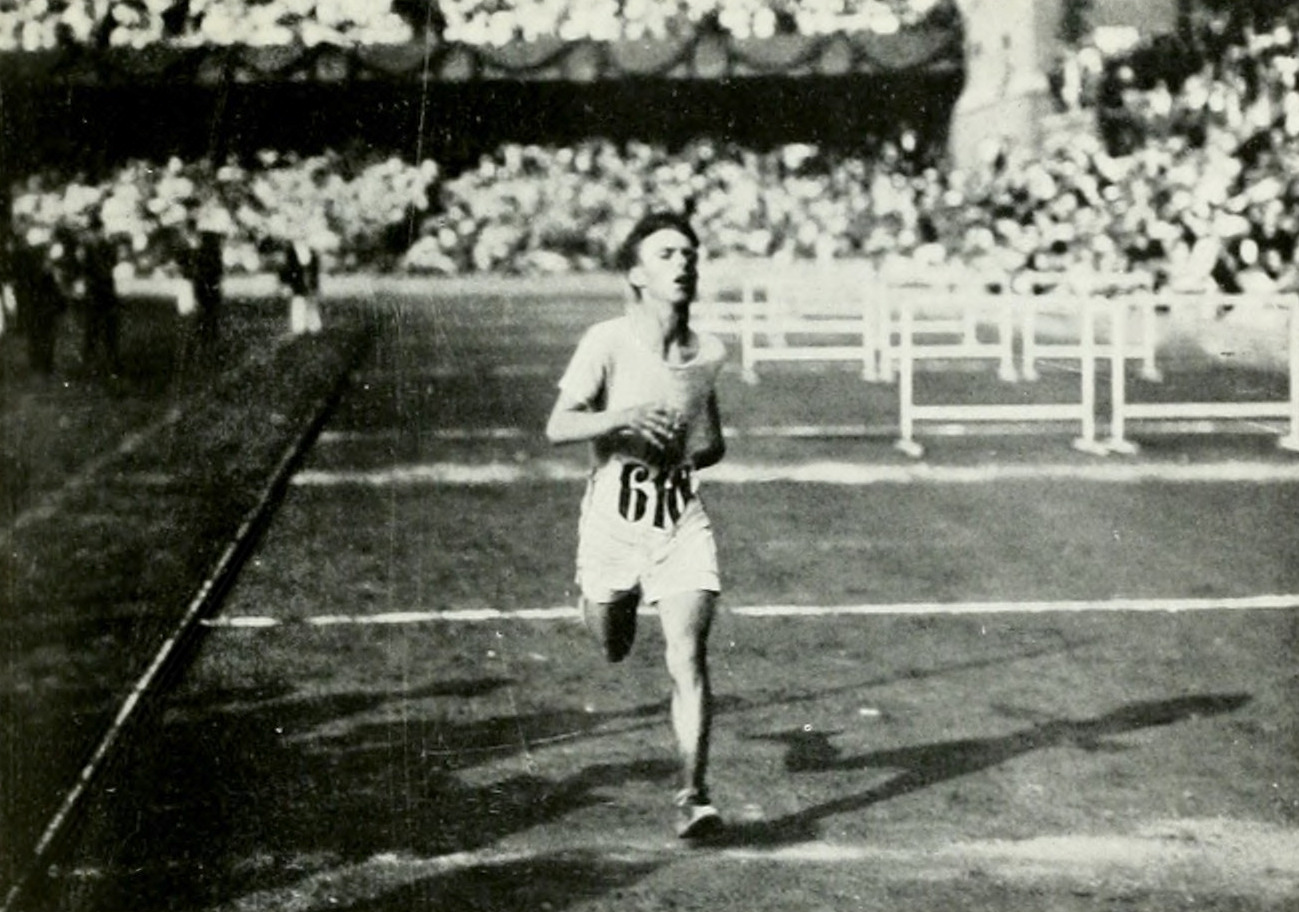
Gaston Strobino - brązowy medalista.

Oznaczenia:
- DNF - nie ukończył biegu
- DNS - nie wystartował

| Miejsce | Zawodnik                | Czas       |
| ------- | ----------------------- | ---------- |
| 1       | Kenneth McArthur        | 2-36:54,8  |
| 2       | Christopher Gitsham     | 2-37:52,0  |
| 3       | Gaston Strobino         | 2-38:42,4  |
| 4       | Andrew Sockalexis       | 2-42:07,9  |
| 5       | James Duffy             | 2-42:18,8  |
| 6       | Sigfrid Jacobsson       | 2-43:24,9  |
| 7       | John Gallagher          | 2-44:19,4  |
| 8       | Joseph Erxleben         | 2-45:47,2  |
| 9       | Richard Piggott         | 2-46:40,7  |
| 10      | Joseph Forshaw          | 2-49:49,4  |
| 11      | Édouard Fabre           | 2-50:36,2  |
| 12      | Clarence DeMar          | 2-50:46,6  |
| 13      | Jean Boussière          | 2-51:06,6  |
| 14      | Henry Green             | 2-52:11,4  |
| 15      | William Forsyth         | 2-52:23,0  |
| 16      | Lewis Tewanima          | 2-52:41,4  |
| 17      | Harry Smith             | 2-52:53,8  |
| 18      | Thomas Lilley           | 2-59:35,4  |
| 19      | Arthur Townsend         | 3-00:05,0  |
| 20      | Felix Kwieton           | 3-00:48,0  |
| 21      | Frederick Lord          | 3-01:39,2  |
| 22      | Jacob Westberg          | 3-02:05,2  |
| 23      | Axel Simonsen           | 3-04:59,4  |
| 24      | Carl Andersson          | 3-06:13,0  |
| 25      | Edgar Lloyd             | 3-09:25.,0 |
| 26      | Iraklis Sakellaropoulos | 3-11:37,0  |
| 27      | Hjalmar Dahlberg        | 3-13:32,2  |
| 28      | Ivar Lundberg           | 3-16:35,2  |
| 29      | Johannes Christensen    | 3-21:57,4  |
| 30      | Olaf Lodal              | 3-21:57,6  |
| 31      | Ödön Kárpáti            | 3-25:21,6  |
| 32      | Calle Nilsson           | 3-26:56,4  |
| 33      | Emmerich Rath           | 3-27:03,8  |
| 34      | Otto Osen               | 3-36:35,2  |
| 35      | Elmar Reiman            | nieznany   |
| —       | Alexis Ahlgren          | DNF        |
| —       | Henry Barrett           | DNF        |
| —       | James Beale             | DNF        |
| —       | Thure Bergvall          | DNF        |
| —       | James Corkery           | DNF        |
| —       | Oscar Fonbæk            | DNF        |
| —       | Septimus Francom        | DNF        |
| —       | William Grüner          | DNF        |
| —       | David Guttman           | DNF        |
| —       | Karl Hack               | DNF        |
| —       | Bohumil Honzátko        | DNF        |
| —       | Aarne Kallberg          | DNF        |
| —       | Shizō Kanakuri          | DNF        |
| —       | Andrejs Kapmals         | DNF        |
| —       | Tim Kellaway            | DNF        |
| —       | Tatu Kolehmainen        | DNF        |
| —       | Andrejs Krūkliņš        | DNF        |
| —       | Francisco Lázaro        | DNF        |
| —       | Ivan Lönnberg           | DNF        |
| —       | Louis Pauteux           | DNF        |
| —       | Vladimír Penc           | DNF        |
| —       | Stuart Poulter          | DNF        |
| —       | Nikolajs Rasso          | DNF        |
| —       | John Reynolds           | DNF        |
| —       | Henrik Ripszám          | DNF        |
| —       | Francesco Ruggero       | DNF        |
| —       | Michael J. Ryan         | DNF        |
| —       | František Slavík        | DNF        |
| —       | Carlo Speroni           | DNF        |
| —       | Arthur St. Norman       | DNF        |
| —       | Dragutin Tomašević      | DNF        |
| —       | Gustaf Törnros          | DNF        |
| —       | Aleksandrs Upmals       | DNF        |
| —       | Ben Allel               | DNS        |
| —       | Jean Capelle            | DNS        |
| —       | Mathias de Carvalho     | DNS        |
| —       | Nino Cazzaniga          | DNS        |
| —       | Orlando Cesaroni        | DNS        |
| —       | Nikołaj Chorkow         | DNS        |
| —       | Paul Coulond            | DNS        |
| —       | Charles Davenport       | DNS        |
| —       | George Day              | DNS        |
| —       | Alex Decoteau           | DNS        |
| —       | Ahmed Djebelia          | DNS        |
| —       | George Goulding         | DNS        |
| —       | Gaston Heuet            | DNS        |
| —       | Joseph Keeper           | DNS        |
| —       | Aleksandr Kraczenin     | DNS        |
| —       | Jean Lespielle          | DNS        |
| —       | Henry Lewis             | DNS        |
| —       | Henry Lorgnat           | DNS        |
| —       | Edmond Neyrinck         | DNS        |
| —       | Michaił Nikolski        | DNS        |
| —       | Alfred Nilsen           | DNS        |
| —       | Ole Olsen               | DNS        |
| —       | Jacob Pedersen          | DNS        |
| —       | Samuel Raynes           | DNS        |
| —       | Iosif Zaicew            | DNS        |
| —       | Alphonso Sanchez        | DNS        |
| —       | John Tait               | DNS        |
| —       | René Wilde              | DNS        |